# Stearman Cloudboy
Lo Stearman Model 6 Cloudboy fu un aereo da addestramento monomotore biplano sviluppato dall'azienda aeronautica statunitense Stearman Aircraft nei primi anni trenta.
Destinato sia al mercato dell'aviazione generale che a quello militare, venne accettato dallo United States Army, l'esercito degli Stati Uniti d'America, che lo utilizzò nei propri reparti da addestramento della componente aerea, l'USAAC, per la formazione nuovi piloti. Nonostante sia stato prodotto in soli sette esemplari costituì un'importante base di partenza per lo sviluppo del successivo Boeing-Stearman Model 75 "Kaydet".

## Storia del progetto
Benché a causa della grande depressione l'economia nazionale avesse avuto pesanti conseguenze anche nel mercato dell'aviazione, la Stearman Aircraft Co., dal 1929 entrata nell'orbita Boeing tramite l'adesione alla United Aircraft and Transportation Corp. di proprietà di William Boeing, nel 1931 decise di avviare lo sviluppo di un nuovo modello destinato all'addestramento primario, indicato dall'azienda come Model 9 Cloudboy.
Il progetto era relativo ad un velivolo dall'impostazione convenzionale, un monomotore in configurazione traente con cellula composta da fusoliera biposto ad abitacoli aperti in tandem, uno per l'istruttore e l'altro per l'allievo pilota, dotati di doppi comandi, abbinata ad una velatura biplana con piani alari collegati tra loro da una singola coppia, uno per lato, di montanti interalari "ad N", e dotata di carrello d'atterraggio biciclo anteriore fisso con gambe di forza ammortizzate integrato posteriormente da un pattino d'appoggio posizionato sotto la coda. La propulsione era affidata ad un motore radiale posto all'apice anteriore della fusoliera, che nel prototipo era un Wright J-6 Whirlwind 5 da 165 hp (123 kW).
A causa della recessione dei primi anni trenta il modello non riuscì ad ottenere considerevoli commissioni. Vennero stipulati contratti per tre esemplari civili e quattro militari destinati alle valutazioni da parte dei piloti collaudatori dell'United States Army Air Corps. Indicato dall'US Army, in base alle convenzioni allora vigenti, YPT-9, non riuscì ad ottenere alcun ordine di produzione in serie ed i pochi esemplari costruiti vennero più volte rimotorizzati assumendo una serie di diverse nuove designazioni sia in ambito civile che militare.
Ciò nonostante i progetti elaborati da Lloyd C. Stearman per il Cloudboy vennero utilizzati dagli ingegneri del reparto tecnico come base di sviluppo del Model 70 e del Model 75.

## Varianti

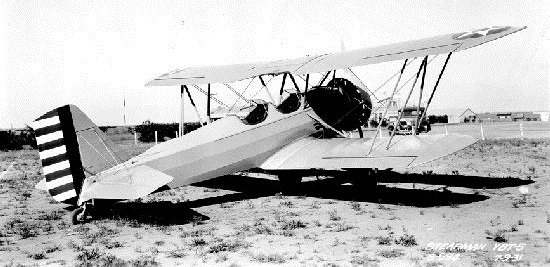
YBT-5

Model 6A Cloudboy
versione destinata al mercato civile, equipaggiata con un motore radiale Wright J-6 Whirlwind 5 da 165 hp (123 kW) e realizzato in tre esemplari.
Model 6C Cloudboy
sviluppo, cellula equipaggiata con un radiale Wright J-6-9 Whirlwind (Wright R-975-1) da 300 hp (224 kW), indicato in base alle convenzioni US Army YBT-3.
Model 6D Cloudboy
cellula rimotorizzata con un radiale Pratt & Whitney Wasp Junior da 300 hp (224 kW), indicato in base alle convenzioni US Army YBT-5.
Model 6F Cloudboy
cellula rimotorizzata con un motore Continental A70 da 165 hp (123 kW), indicato in base alle convenzioni US Army YBT-9A.
Model 6H Cloudboy
cellula rimotorizzata con un radiale Kinner YR-720A 5 cilindri da 170 hp (127 kW), indicato in base alle convenzioni US Army YBT-9C.
Model 6L Cloudboy
cellula rimotorizzata con un radiale Lycoming R-680-3 da 200 hp (149 kW), indicato in base alle convenzioni US Army YBT-9B.
Model 6P Cloudboy
rimotorizzazione di un 6F equipaggiato con un radiale Wright J-5 da 220 hp.
YPT-9
designazione della versione Model 6A motorizzata Wright J-6 Whirlwind 5 destinata alla produzione della variante militare. Realizzata in quattro esemplari complessivi, uno convertito nello YPT-9A, uno nello YPT-9B, uno nello YBT-3 ed uno nello YBT-5.
YPT-9A
un YPT-9 rimotorizzato con il radiale YR-545-1 (Continental A70) da 165 hp (123 kW), in seguito convertito nello YPT-9B.
YPT-9B
designazione di un YPT-9 ed un YPT-9A rimotorizzati con il radiale Lycoming R-680-3 da 200 hp (149 kW).
YPT-9C
il YBT-3 rimotorizzato con un radiale Kinner YR-720A 5 cilindri (Kinner C-5) da 170 hp (127 kW).
YBT-3
un YPT-9 rimotorizzato con il radiale Wright J-6-9 Whirlwind da 300 hp (224 kW), in seguito convertito nello YPT-9C.
YBT-5
un YPT-9 rimotorizzato con il radiale Pratt & Whitney Wasp Junior da 300 hp (224 kW).
XPT-943
sviluppo, addestratore primario derivato dal 6A destinato alle valutazioni al Wright Field. Fu base di sviluppo per gli Stearman NS e PT-13 destinati rispettivamente a U.S. Navy ed USAAC.
X-70
designazione aziendale alternativa dell'XPT-943.

## Utilizzatori
Stati Uniti
- United States Army Air Corps